# 蔡培

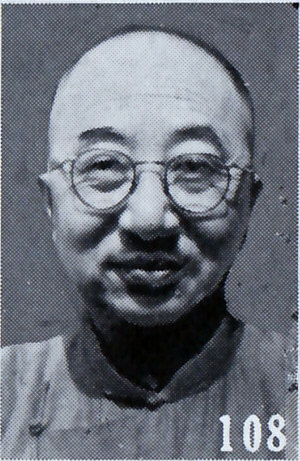
蔡培

蔡培（1884年—1960年），字子平，江苏无锡人。中华民国政治家和外交官。南京国民政府（汪精卫政权）南京市长、驻日大使。

## 生平
蔡培早年曾在日本留学，毕业于早稻田大学法科并获得法学士。回国后参加柳亚子组织的南社，任众议院议员。1928年（民国17年）1月任国民政府交通部秘書。6月任参事。1930年（民国19年）1月任交通部航政司司长。1935年（民国24年）8月任国民政府内政部民政司司长。
1940年（民国29年）3月，汪精卫政权成立后，蔡培任工商部政务次长。6月任南京特别市市长。1941年12月任粮食管理委员会委员长。後任行政院政务委员、国民政府政务参赞。1943年（民国32年）3月任驻日大使。1945年（民国34年）5月大使任满回国任汪精卫政权国民政府委员。
蔡培为官清廉，因此遭人寄子弹威胁。蔡陪在南京市长任上，帮民族企业从日本占领军手中取回财产，调济粮食，度过了陷落后的艰难岁月。日军原准备在中山陵养马，蔡培出面阻止后并加以保护，中山陵因此被完好保存。
蔡培在驻日大使任上，救出因参加反日活动而被捕的无锡同乡蔡世金，认蔡世金为义子，留在使馆任大厨，蔡培离任前，赠蔡世金一笔钱，后蔡世金用此钱在战后购得银座地皮而发家，并进而资助中国女排夺冠。
日本投降后，1945年9月蔡培被以汉奸罪名逮捕，关押在上海提篮桥监狱。1946年（民国35年）7月，上海高等法院以蔡培推进「中日亲善」的罪名判处其死刑。上诉后，1947年11月，最高法院为其减刑为无期徒刑。中华人民共和国成立后，蔡培仍收监于上海。1956年8月送医院治疗。
1960年蔡培病故，享年77岁。

## 荣誉
- 勋一等旭日大绶章（日本，1945年5月8日批准[1]）